# Oud-Indisch (schaakopening)
Het Oud-Indisch is een opening bij het schaken, die wordt gekenmerkt door de zetten 1.d4 Pf6 2.c4 d6 waardoor het is ingedeeld bij de halfgesloten spelen. Het is een Indisch systeem dat zich onderscheidt van het Konings-Indisch doordat de zwarte loper in de regel naar e7 wordt gespeeld en niet wordt gefianchetteerd. Verscheidene grootmeesters, onder wie Michail Tsjigorin en Siegbert Tarrasch, hebben deze verdediging bestudeerd maar het werd geen succes. Van alle Indische openingen wordt het Oud-Indisch het minst gespeeld.
| Oud-Indisch     | 1.d4 Pf6 2.c4 d6 (diagram)                |
| Janowskivariant | 1.d4 Pf6 2.c4 d6 3.Pc3 Lf5                |
| Oekraïnevariant | 1.d4 Pf6 2.c4 d6 3.Pc3 e5                 |
| Dus-Khoyimirsky | 1.d4 Pf6 2.c4 d6 3.Pc3 e5 4.e3 Pbd7 5.Ld3 |
| Pf3-variant     | 1.d4 Pf6 2.c4 d6 3.Pc3 e5 4.Pf3           |
| hoofdvariant    | 1.d4 Pf6 2.c4 d6 3.Pc3 e5 4.Pf3 Pbd7 5.e4 |